# Leiria (stacja kolejowa)
Leiria – stacja kolejowa w Leirii, w Portugalii. Znajdują się tu 2 perony.